# Nicolas Focq
Nicolas Focq était un mécanicien français du XVIIIe siècle, concepteur de machines-outils.

## Biographie
En 1751, Nicolas Focq inventa la machine à raboter le fer, puis la machine à aléser, ce qui le situe parmi les précurseurs du machinisme industriel. 